# Krzyż za Obronę Śląska Cieszyńskiego
Odznaka pamiątkowa „Krzyż za Obronę Śląska Cieszyńskiego” – polska pamiątkowa odznaka przyznawana od 1919 za obronę Śląska Cieszyńskiego podczas wojny polsko-czechosłowackiej.

## Historia
Uchwałą z dnia 2 lutego 1919 oraz z 2 października 1919, celem utrwalenia pamięci obrony Ziemi Piastowskiej, wyróżnienia tych którzy swym męstwem, walecznością, rozumem i wytrwałością przyczynili się do obrony Ojczyzny i dali świetny przykład patriotyzmu nie tylko współczesnym, lecz i przyszłym pokoleniom, udowodnienia jedności i łączności wszystkich współobywateli Polski w chwili, gdy Ojczyzna w niebezpieczeństwie o pomoc wołała, Rada Narodowa Księstwa Cieszyńskiego ustanowiła odznaki za obronę Śląska:
- Medal Pamiątkowy za Obronę Śląska Cieszyńskiego,
- Krzyż za Obronę Śląska Cieszyńskiego I i II klasy[1].

Lista odznaczonych za walkę o Śląsk Cieszyński Krzyżem I klasy
1. Józef Piłsudski,
2. gen. por. Emil Gołogórski,
3. płk Franciszek Latinik (VII) ,
4. sekcyjny Franciszek Ćwiękała (3578),
5. kpt. Karol Czichowski,
6. mjr Eugeniusz Godziejewski (4935),
7. ś.p. mjr Cezary Wojciech Haller (7299),
8. płk Bolesław Jatelnicki-Jacyna (7300),
9. ś.p. ppor. Wacław Klinke (3579),
10. por. Ryszard Konopka (7297),
11. por. Emil Machalica (7268),
12. kpt. Władysław Mielnik (1213),
13. kpt. Stanisław Miller (120),
14. por. Jan Pryziński (2844),
15. kpt. Stanisław Skwarczyński (421),
16. płk Stanisław Springwald (5264),
17. kpt. Józef Warchałowski (6950)[2].

## Opis
Krzyż podzielono na dwa stopnie:
- II klasa krzyża nadawana była oficerom i żołnierzom, którzy w wyższym poczuciu obowiązku i poświęcenia odznaczyli się osobliwszą walecznością, taktycznym zrozumieniem i inicjatywą; za specjalną sprawność w obronie lub w ataku, za ratowanie krytycznych sytuacji, wspomaganie sąsiadów w chwiejnych momentach, za narażenie własnego życia, by podwładnych zagrzać do wytrwałości, za zdobycie dział lub innej broni itp.; oficerom sztabu, którzy przez gorliwą i poświęcenia pełną służbę, położyli znamienne usługi, członkom armii sprzymierzonych, którzy dla sprawy Śląska skutecznie działali; osobom cywilnym, które w czasie napadu czeskiego wytrwały na swych stanowiskach lub w urzędzie i pomimo aresztowania i znęcania się nad nimi, zagrożenia bytu ich rodzin nie zachwiały się w swym patriotyzmie, świeciły przykładem i podtrzymywały na duchu szersze koła ludności, dalej osobom cywilnym, które w bezgranicznej miłości do Śląska z niespożytą energią, nie szczędząc ni trudów ni znojów, broniły sprawę Śląska na terenie politycznym lub patriotycznym[3].

Tarcza na krzyżu II klasy przedstawiała się tak, jak na Medalu Pamiątkowym za Obronę Śląska Cieszyńskiego oraz posiadała cztery ramiona ciemnoniebiesko-emaliowane. na drugiej strony odznaki widniał napis Walecznym Śląsk 1919.
- I klasa krzyża nadawana była dowódcom, którzy oprócz ogólnych zasług waleczności przyczynili się swym kierownictwem w boju w wysokim stopniu do korzystnego wyniku walk; osobom cywilnym stojącym u steru rządów, które nie szczędząc ni trudów ni znojów, z żelazną energią broniły sprawę Śląska w życiu politycznym lub patriotycznym i ich zasługom przypisać należy zwrot lub pożądany wynik[4].

Był wykonany tak jak krzyż II klasy, zaś dla odróżnienia od tegoż posiadał złociste promienie pomiędzy ramionami krzyża
Do każdej odznaki krzyża i medalu była wydawana legitymacja, zawierająca tożsamość odznaczonej osoby oraz liczbę bieżącą nadanej odznaki. Oprócz odznak krzyża i medalu był przyznawany osobno dekret pochwalny.
Po ustanowieniu Krzyża Walecznych (11 sierpnia 1920 roku) żołnierzom odznaczonym Krzyżem za Obronę Śląska Cieszyńskiego zamieniano je na Krzyże Walecznych.